# سوق العالم الكبير

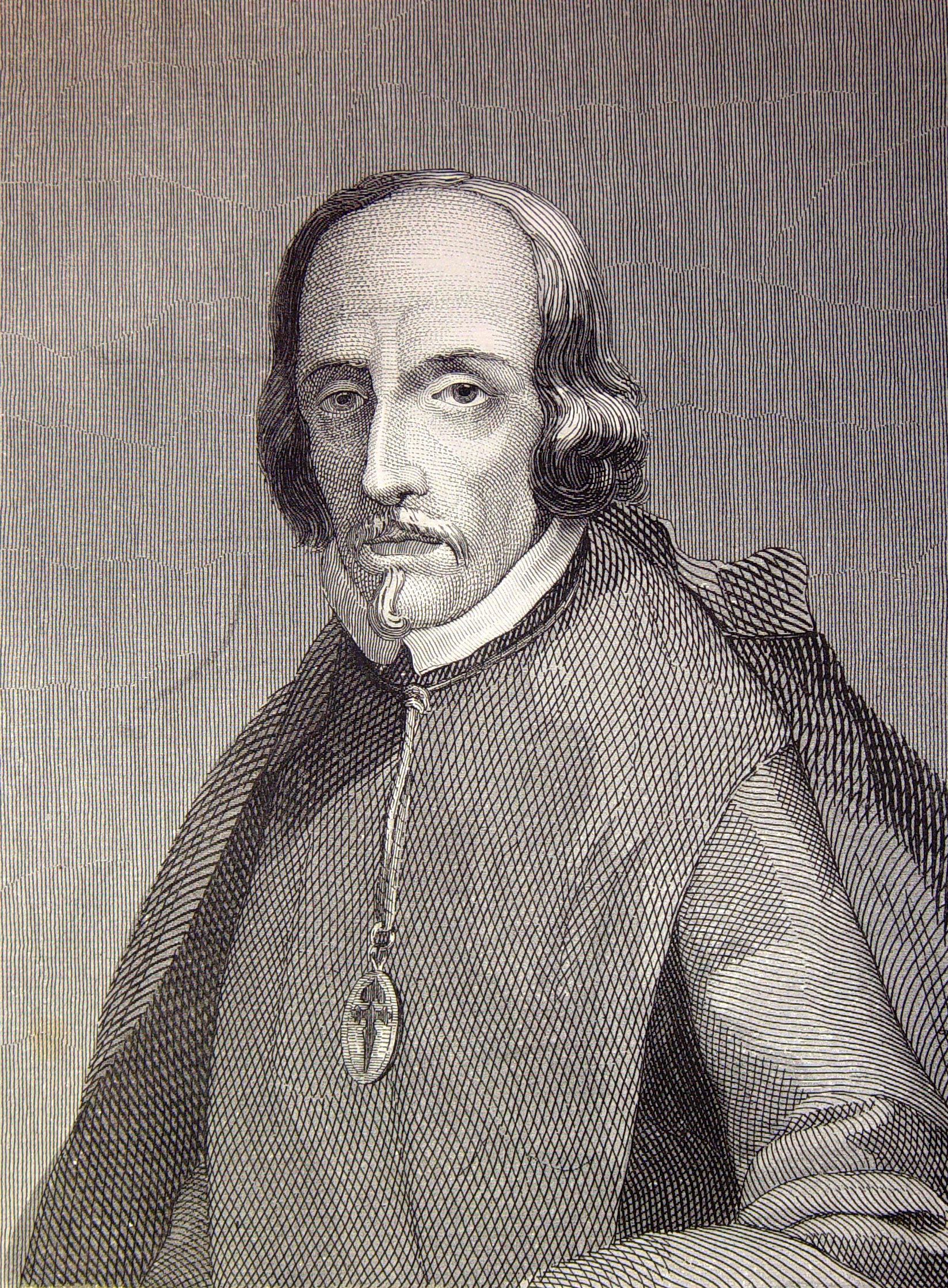
الأمجاد الوطنية، 1852

سوق العالم الكبير هو عمل مسرحي من تأليف الإسباني بيدرو كالديرون دي لا باركا الذي يعود تأريخه في الفترة الواقعة بين عامي 1635 ـ 1640. وتعتبر أهمية هذا العمل المسرحي نسبية إلى حد ما.

## القصة
«سوق العالم الكبير» هي مسرحية دينية مكونة من:
- مدخل مسرحي قصير تستدعي «الشهرة» خلال هذا المدخل «سوق العالم الكبير».
- وخمسة فصول.

موضوع الفصل الأول يدور حول أبٍ من النوع الإنساني والأخلاقي، «رب الأسرة»، و«الأصل الخيِّر»، و«الأصل الشرير» اللذين يتنافسان فيما بينهما في الاتِّجار لنيل رضا «الحُسن» والارتباط به.
موضوع الفصل الثاني يدور حول «الطمع» و«الهوى» و«الإثم» اللذين التقوا بـ«الأصلين» حيث يحذر «الأصل الخير» من أن «الإثم» يريد أن ينتزع منه «براءته»، فيغادر حينئذ تاركاً «الأصل الشرير» وحده.
في الفصل الثالث يفتح السوق محققاً مبيعات ومشتريات لبضائعه التي يتاجر بها حيث «الأصلين» يقومان بالشراء مقابل «مواهبهما»؛ مرات يبتاعان بهن ما هو حَسَن ومرات أخرى يبتاعان بهن ما هو رديء.
الفصل الأخير يروي الجزاء والعقاب اللذان نالهما كل واحد منهما. ويظهر من جديد «رب الأسرة» و«الحسن». ويقوم كلا «الأصلين» بعرض ما ابتاعاه بمواهبهما ويُبَيَّن لهما بأن الفائز هو أكثرهما خيراً.